# 叭喇唬船

《古今圖書集成·經濟彙編·戎政典·第九十七卷》所載的叭喇唬船圖

叭喇唬船，是元代至清代的一種戰船。由於船隻的形體較小，具有良好的機動性，所以便於調頭和轉彎。又因航速較快，適用於近海作戰。在軍事以外，叭喇唬船還有貿易用途。

## 歷史
嘉靖二十八年（1549年），福建備倭都指揮使盧鏜與葡萄牙人展開走馬溪之戰。葡萄牙人被擊退後從閩浙沿海退回廣東，最終佔據澳門。當時，他們使用的船隻當中包括了叭喇唬船在內。嘉靖三十七年（1558年）二月，總兵俞大猷等人以福船和叭喇唬船聯同綱船往來策應指揮官員應付舟山之戰。
到萬曆三十年（1602年），舟山参將中軍右哨1員哨官統領3隻福船，4隻叭喇唬船，2隻網船及蒼船和小哨船各1隻，停泊於浙江湖泥。在東南沿海抗倭戰爭中，明代抗倭將領戚繼光的戚家軍使用配備無敵神飛砲、佛朗機砲、虎蹲砲、鳥銃、火桶、噴筒、火箭、飛刀、飛槍、飛劍、鉤鐮、撩鉤、犁頭鏢等武器的大福船、叭喇唬船、八槳船、哨馬船等戰船。後來到道光二十二年（1842年）一月，鑲紅旗兵部侍郎奕經任命海州知州王用賓指揮水路反攻定海，又以鄭鼎臣為先鋒，合共用了276隻雇閩、廣鵃船、冬船、蛋船、叭喇唬船和遼東沙船從乍浦潛渡岱山，並分隊趕赴定海各港，攻打英國艦船。

## 戰船結構
叭喇唬船底尖面闊，首尾一樣。船底有龍骨，直透前後，每邊十槳或八槳。另有風豎桅用布帆（軟帆）。而在棚式結構方面，甲板以上艙室用弧形竹、葦席相蓋。